# 亥维赛陨击坑
亥维赛陨击坑（Heaviside）是火星南海区一座直径83.28公里的撞击坑，其名称取自以英国物理学家奥利弗·亥维赛，1973年被国际天文学联合会行星系统命名工作组批准接受。

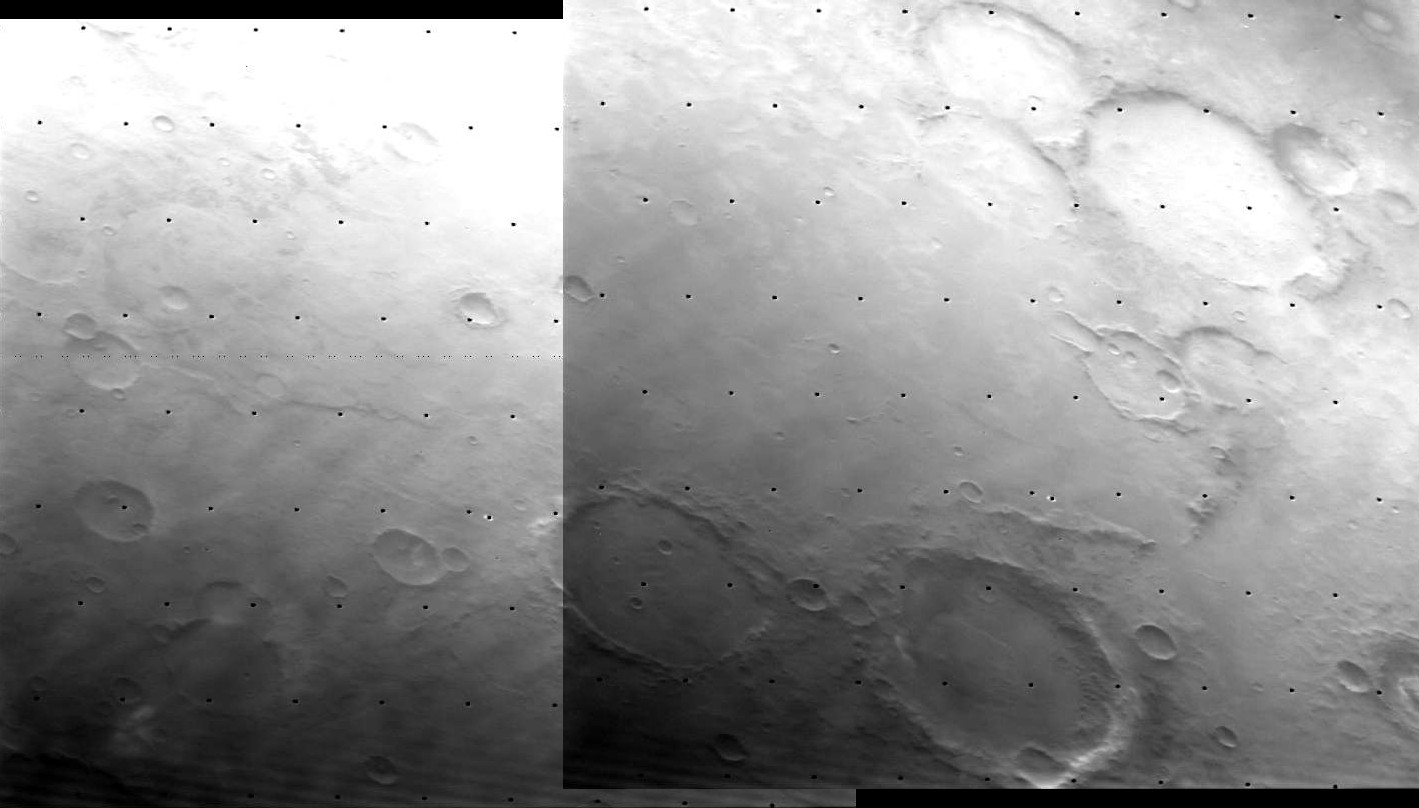
海盗2号轨道器拍摄的亥维赛（下中）和阿加西陨击坑（右下）斜视图。
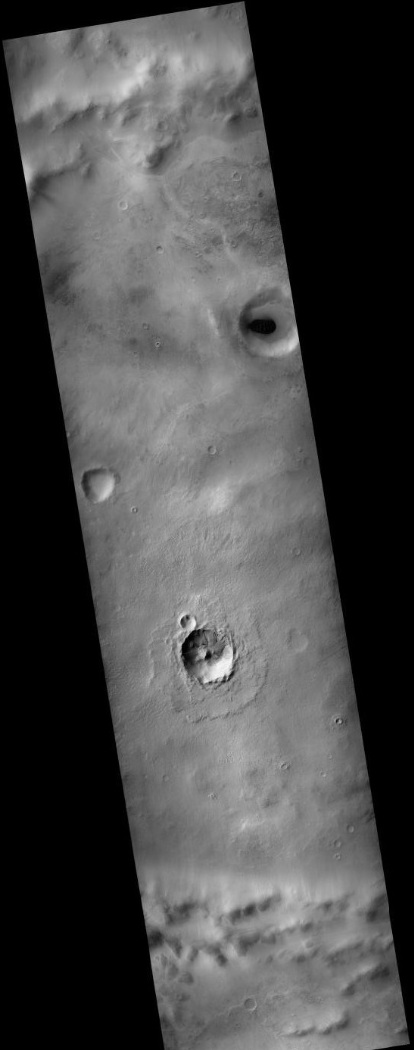
火星勘测轨道飞行器背景相机拍摄的亥维赛陨击坑。
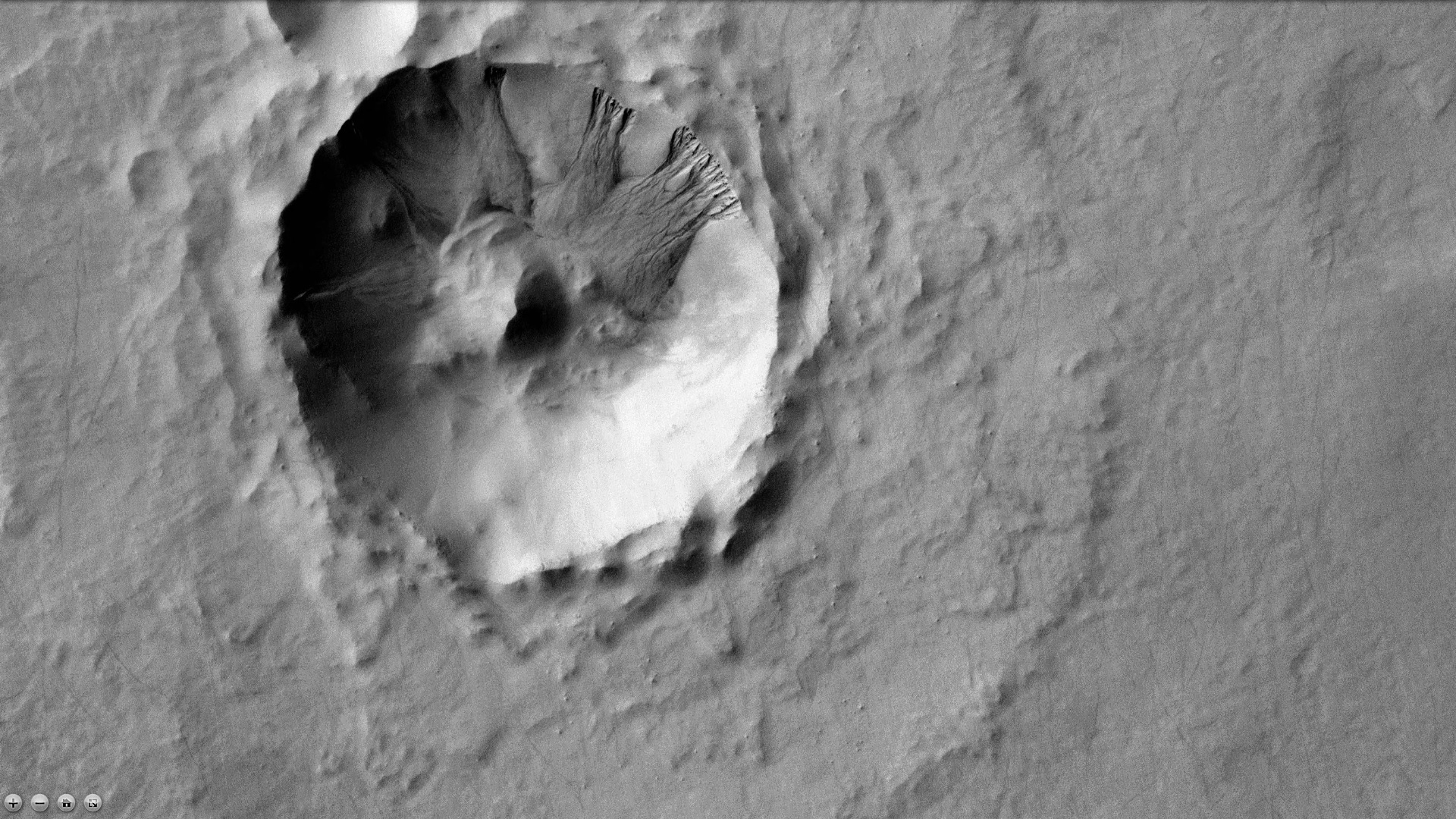
背景相机拍摄到亥维赛陨击坑坑底一座陨坑内的冲沟。注：这是前一幅照片的放大版。

## 另请查看
- 火星撞击坑